# Nikolaus Haas (Theologe)
Nikolaus Haas (* 16. Juli 1779 in Höchstadt an der Aisch; † 1. August 1855 in Bamberg) war ein katholischer Geistlicher, Historiker, Landtagsabgeordneter und Deputierter für die Ständeversammlung.

## Leben
Nach seiner Priesterweihe am 4. Juni 1803 in Würzburg wurde er als Kaplan in Burgebrach eingesetzt. Ab 1812 war er Lehrer am Lehrerseminar in Bamberg und von 1823 bis 1833 Pfarrer in Scheßlitz. Im Jahr 1833 erhielt er die Pfarrei St. Martin in Bamberg, die er bis zu seinem Tode behielt. Als Historiker trat er durch viele Veröffentlichungen in Erscheinung. 
Nikolaus Haas war bayerischer Landtagsabgeordneter und wurde 1836 Deputierter der Geistlichkeit des Obermain- und Rezatkreises für die Ständeversammlung. Seit 1820 war er korrespondierendes Mitglied der Bayerischen Akademie der Wissenschaften.

## Nachlass
Sein Nachlass ist aufgeteilt und befindet sich im Archiv des Erzbistums Bamberg und im Stadtarchiv Bamberg.

## Veröffentlichungen (Auswahl)
- Die Weltgeschichte. Bamberg und Würzburg 1815 (Digitalisat).
- Wie soll der Religionslehrer über das Laster der Unzucht überhaupt öffentlich katechisiren? Bamberg 1816 (Digitalisat).
- Geschichte des Slaven-Landes an der Aisch und den Ebrach-Flüsschen oder Geschichte des Schlosses, Städtchens, der Pfarrei und des Amtes Höchstadt an der Aisch und der Nachbarschaft. Bamberg 1819. Band 1 (Digitalisat); Band 2 (Digitalisat).
- Die Weltgeschichte für Anfänger. 2. Auflage. Bamberg und Würzburg 1820 (Digitalisat).
- Predigt gehalten zu Scheßlitz den 16. Februar, zur Jubelfeier der 25jährigen glorreichen Regierung Maximilian Joseph's, König in Bayern. Bamberg 1824 (Digitalisat).
- Ueber die heidnischen Grabhügel bey Scheßlitz und andere im alten Regnitzgau. Bamberg und Aschaffenburg 1829 (Digitalisat).
- Noch vorhandene Denkmäler in Stein oder Metall usw. in der Pfarrei Schesslitz. in: Archiv Obermain 1, Heft 3, 1832, S. 1–16.
- Nachrichten vom St. Elisabethen Hospitale zu Scheßlitz. Bamberg 1834 (Digitalisat).
- Nachrichten über die Befehdungen der Stadt Bamberg kurz vor Einführung des Landfriedens, nebst den Verhandlungen hierüber in den Westphälischen oder Vehmgerichten. In: Archiv Obermain 2, Heft 2, 1835, S. 57–63.
- Bericht über die Grabhügel im Hauptsmor-Wald. In: Archiv Obermain 2, Heft 3, 1836, S. 89–93.
- Geschichte der Pfarrei St. Martin zu Bamberg und sämmtliche milden Stiftungen der Stadt. Bamberg 1845 (Digitalisat).